# Bulma
Bulma är en fiktiv figur i den japanska mangaserien Dragon Ball av Akira Toriyama.
Hon är duktig på teknik och är väldigt modemedveten. Hon är också dotter till ledaren på företaget Capsule Corp. som är kända för att tillverka Hoipoi-kapslar. Det var Bulma som först introducerade drakkulorna i huvudpersonen, Son-Gokus liv och fick honom att ge sig av från första början.